# Tony Toga
Tony Toga, pseudonimo di Antoine Garotte (Prunelli di Fiumorbo, 1943 – Prunelli di Fiumorbo, 27 maggio 2014), è stato un cantante francese.

## Biografia
Nato nel Fiumorbo in Alta Corsica ha esordito anni '60 prima del riacquistu parte della vecchia generazione di cantanti còrsi come Antoine Ciosi e Charles Rocchi, nel 2004 ha concluso la sua quarantennale carriera musicale in seguito ad una lunga malattia che l'ha portato alla morte a solo 71 anni nel suo paese natale di Prunelli di Fiumorbo.
Nel 2016 il comune di Prunelli di Fiumorbo ha organizzato una serata in onore di Tony Toga.

## Discografia

### 33 giri
- 1970 - Tony Toga
- 1977 - Photo de Figaghjlola
- 1981 - Canta u pescadore

### 45 giri
- 1965 - Le Catenaccio - Fêtes de Pâques en Corse
- 1967 - Olmeto Valinco
- 1968 - La Corse au quatre vents
- 1977 - A cumpienta di u pastore/Invitu a lu cantu

## CD
- 2000 - Canti di Corsica
- 2001 - Florilège

### Antologie
- 1991 - Mes chansons préférées
- 2001 - Les plus grandes chansons
- 2005 - Les plus belles chansons corses
- 2010 - Canti di Corsica
- 2012 - Corsican Songs (The Greatest Songs of Corsica)

## Collaborazioni
- 1985 - AA.VV. - Chants et Guitares Corses (nelle canzoni J'avais 20 ans, A Cant'A Me, Fortunatu, L'île bleue, Un songe avant L'aurore e Amore d'altru mondu)